# Transat 6.50
Pour les articles homonymes, voir Transat.

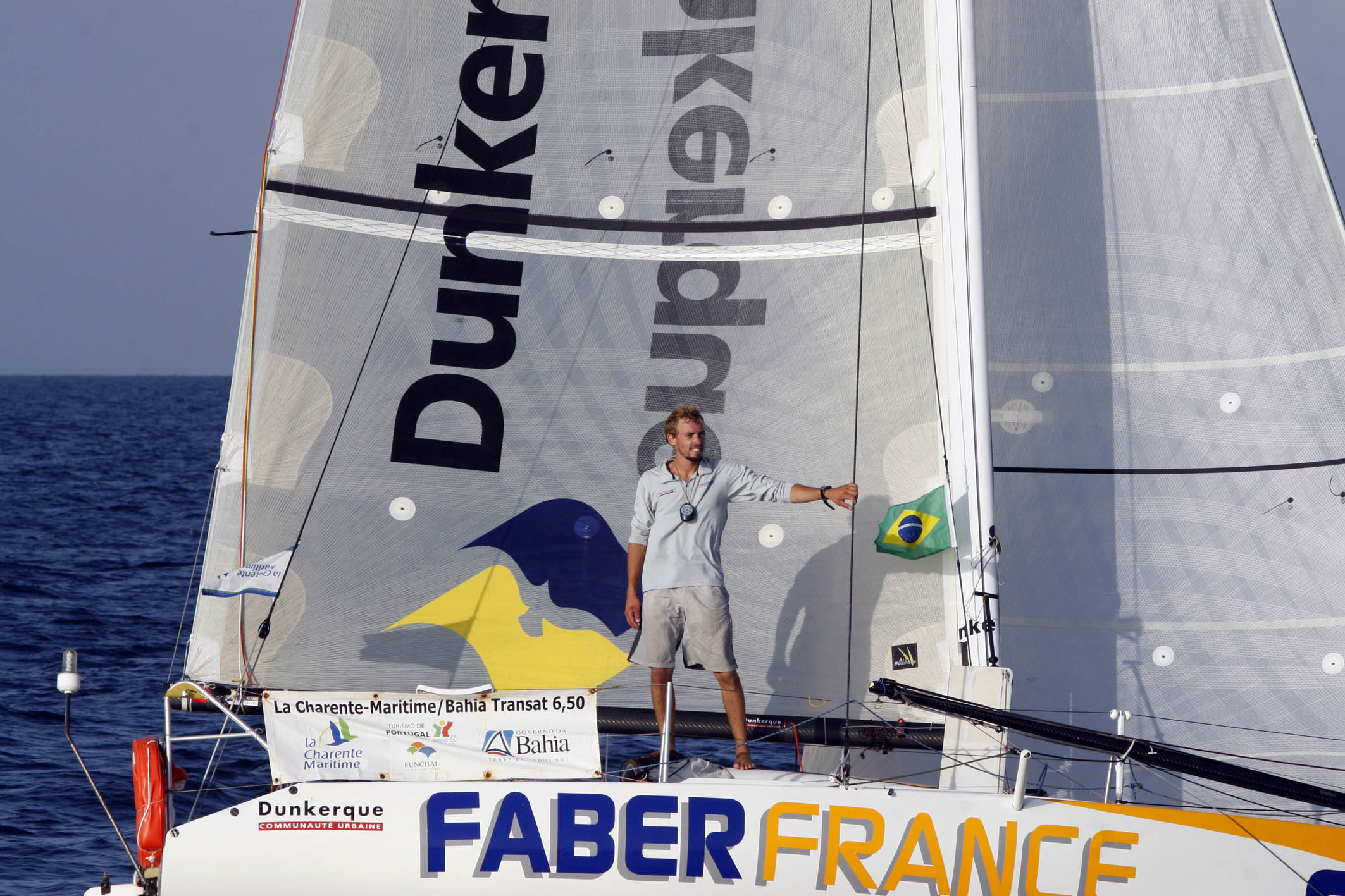
Thomas Ruyant remporte la Transat 6.50 en 2009.

La Mini Transat ou Transat 6.50, aussi appelée La Boulangère Mini Transat pour cause de sponsoring, est une course transatlantique en solitaire et sans assistance à bord de voiliers de 6,50 m, créée en 1977 par Bob Salmon et organisée chaque année impaire depuis 1977. La traversée s'effectue en deux étapes, au départ de la France métropolitaine (depuis 1985), avec une escale d'une dizaine de jours aux îles Canaries ou à Madère, avant de rejoindre les Antilles. De 2001 à 2011, le parcours emmenait la flotte jusqu'à Salvador de Bahia, au Brésil. Cette régate constitue l'apogée du parcours de la Classe Mini.

## Esprit de la Transat 6.50
Jean-Luc Van Den Heede, deuxième de la Transat 1979 en parlait ainsi :
«  En dehors des tours du monde, je ne connais pas une course aussi extraordinaire. Il y a autant de vainqueurs possibles que de concurrents au départ. »
La Mini Transat a été créée pour réagir au gigantisme des courses transatlantiques qui sont organisées depuis les années 1970. Dans l'esprit de Bob Salmon, il s'agissait de renouer avec l'esprit aventureux des premières transatlantiques, telles qu'elles étaient vécues par Éric Tabarly par exemple. Ainsi, les concurrents de la Mini Transat ne disposent que du minimum technique indispensable pour traverser l'Atlantique. Depuis quelques années, GPS et VHF sont autorisés (jusqu'alors, le sextant était encore le seul moyen de navigation autorisé) mais les concurrents ne disposent pas de routage météo par satellite, contrairement à la plupart des autres courses transatlantiques. Les marins n'ont aucun contact avec la terre, ils n'ont pas le droit de demander une assistance au risque d'être disqualifiés. Chaque Mini possède une balise satellite de positionnement et d'appel de détresse en dernier recours. Aussi, les voiliers se doivent d'être insubmersibles. Pour assurer leur sécurité en haute mer, des voiliers appelés « bateaux accompagnateurs » veillent au milieu de la flotte tout au long du parcours. Le règlement en exige 1 pour 12 Minis.

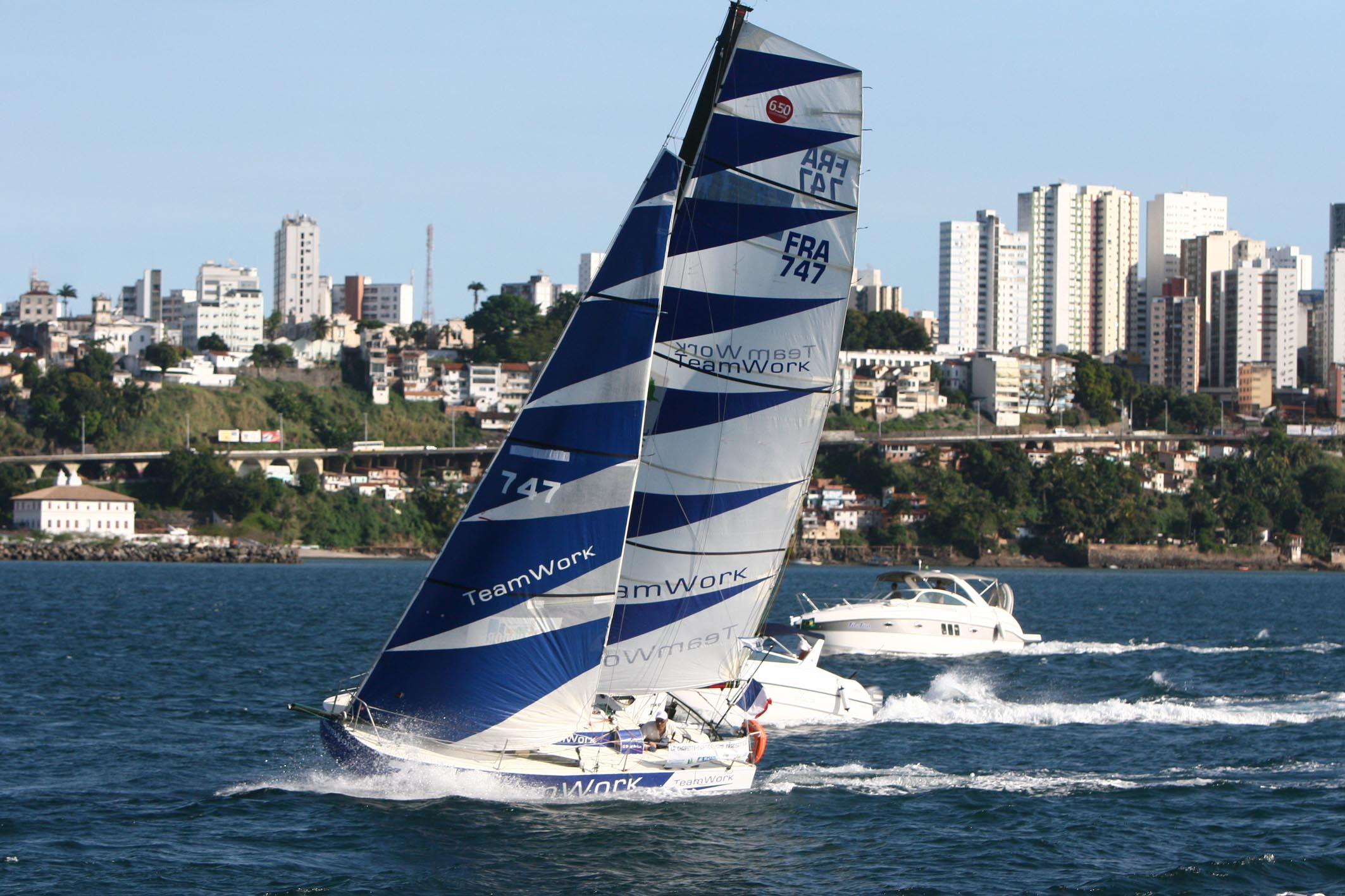
David Raison, concepteur de Magnum, devenu Teamwork Evolution, termine en vainqueur à Salvador de Bahia la Mini Transat 2011.

Les bateaux utilisés sont allégés au maximum. Deux catégories de bateaux courent en même temps mais sur des classements séparés. D'une part, des prototypes, véritables laboratoires de technique nautique (c'est sur les Minis qu'ont été notamment testées les premières quilles pendulaires), d'autre part les bateaux de série (plus de 10 unités construites à l'identique) qui sont parfois d'anciens prototypes ayant fait leurs preuves. Les marins courant en Classe Mini, surtout en prototype, sont généralement des « as de la bidouille » qui ont conçu, préparé et amélioré tout seuls leur bateau. Inspiré des scows et mis à l'eau en 2010, le proto 747 Magnum dessiné par David Raison, presque aussi large à l'avant qu'à l'arrière, est le premier mini à « bout rond ». Barré par son architecte, il gagne l'édition 2011 de la Mini Transat. Une deuxième version, Maximum, toujours dessinée par David Raison, est mise à l'eau en 2014. Aux mains de Ian Lipinski, Maximum, sous le nom de Griffon.fr, gagne l'édition 2017. Aux mains de François Jambou, sous le nom de Team BFR Marée haute jaune, il gagne l'édition 2019.

## Importance et renommée
La Classe Mini, très décriée à ses débuts en raison de la prise de risque énorme induite par la si petite taille des bateaux, s'est peu à peu imposée comme un passage quasi obligatoire pour les futurs grands skippers. C'est une véritable école de la course au large et en solitaire, où le skipper doit être polyvalent et autonome pour faire avancer son bateau malgré l'exigence de cette transatlantique. De nombreux grands noms de la voile contemporaine sont passés par la Classe Mini : Loïck Peyron et son frère Bruno Peyron, Jean-Luc Van Den Heede, Marc Thiercelin, Yves Parlier, Anne Liardet, Laurent Bourgnon et son frère Yvan Bourgnon, Isabelle Autissier, Michel Desjoyeaux, Ellen MacArthur, Roland Jourdain, Lionel Péan, Marc Guillemot, Thomas Coville, Alex Pella, Catherine Chabaud, Lionel Lemonchois, Jacques Caraës, Patrice Carpentier, Thierry Dubois, Halvard Mabire, Didier Munduteguy, Yannick Bestaven, Tanguy de Lamotte, Adrien Hardy, Thomas Ruyant, Charlie Dalin, et bien d'autres, ont participé à la Mini Transat.
« C'est la Mini Transat qui m'a donné le goût du large. Je ne l'oublierai jamais » disait Ellen MacArthur.
La Transat reste principalement une course française, avec une minorité de concurrents venus d'autres pays, notamment de Belgique, de Suisse, du Royaume-Uni, d'Italie ou d'Espagne, mais aussi du Portugal, des Pays-Bas, d'Allemagne, d'Irlande, de Croatie, de République tchèque, de Russie, d'Australie et de Chine. Pour des concurrents venus d'Amérique, la difficulté consiste à rejoindre un port français pour le départ en effectuant une première transatlantique sans aucun bateau accompagnateur.

## Participants
La particularité de cette transat est l'extrême variété des concurrents. Certains sont de futurs grands noms de la voile, d'autres viennent réaliser le rêve de leur vie. La modicité des budgets nécessaires à la Transat permet à tous de traverser l'Atlantique. On y trouve tous les types d'amateurs de la mer. Cependant, l'inflation des qualifications nécessaires pour pouvoir participer à la Mini Transat tend à en écarter depuis quelques années les marins qui ont une vie professionnelle à côté et à privilégier les skippers financés par de gros sponsors. De même, une visibilité médiatique en forte progression, visible dès la Transat 2005 (Corentin Douguet, vainqueur en prototype, a bénéficié notamment d'une page entière dans Le Monde) attire un peu plus les sponsors mais sans nuire à l'esprit de camaraderie et de « bidouille » qui persiste dans cette Transat.

## Organisateur et partenaire
Après l'édition 2021 organisée par la société Korrigan épaulée par l’association Les Sables d’Olonne Vendée Course au Large, Versace Sailing Management, organisateur de la PURU Transgascogne, prend le relais pour 2023.

## Différentes éditions

### Première édition 1977
Vingt-quatre concurrents (dont l’organisateur Bob Salmon) participent en 1977. Les bateaux partent de Penzance, en Cornouailles. Mais la première étape ne compte pas pour le classement de cette première édition : elle n’est qu’un convoyage vers Tenerife (îles Canaries), où a lieu le véritable départ de la course, qui arrive à Antigua (Caraïbes). Le navigateur français Daniel Gilard remporte l’épreuve à bord de Petit Dauphin, un Serpentaire de série. Cette première édition est marquée par la disparition du concurrent belge Patrick Van God. D'autres marins de renom comme Halvard Mabire, Bruno Peyron et Jean-Luc Van Den Heede participent à cette première transat.
Classement général classe prototypes (19 classés) :
1.  Daniel Gilard sur 64 - Petit Dauphin en 22 j 18 h 10 min
2. Kasimierz Jaworski sur 54 - Spanielek en 23 j 5 h 45 min
3.  Halvard Mabire sur 35 - Rêve de Mer Tronqué en 23 j 19 h 5 min
4.  Jean-Luc Van Den Heede sur 351 - Muscadet, en 23 j 22 h 48 min
5. Antoine Di Meglio sur 37 - Challenger - Tenacité en 24 j 13 h 7 min

Les trois éditions suivantes restent sur ce parcours Penzance-Tenerife-Antigua.

### Deuxième édition 1979
Sur les trente-deux concurrents au départ, vingt-sept terminent la course. Trois participants de 1977 récidivent, dont le tenant du titre Daniel Gilard. Après trente jours de mer, l'Américain Norton Smith remporte l'épreuve sur American Express, un prototype plan Wylie équipé de deux ballasts de 280 litres. Cette deuxième édition voit la première participation de François Carpente, Philippe Harlé, Vincent Levy, Didier Munduteguy, Lionel Péan et Loïck Peyron. Sur les cinq voiliers Muscadets conçu par Philippe Harlé en 1963, participants à cette édition, Guy Royant arrive le 1er (en quelque sorte vainqueur de la catégorie série), 10e au classement général. Sur 32 partants, 28 navires sont classés.
Classement général classe prototypes (27 classés) :
1.  Norton Smith sur 17 - American Express en 32 j 8 h 10 min, 1er participation
2.  Jean-Luc Van Den Heede sur 35 - Gros Plant, 2e participation
3.  Daniel Gilard sur 1 - Petit Dauphin, 2e participation
4.  Philippe Harlé sur 37 - Gros Plant - Julienas, 1er participation
5. Jacque De Reuck sur 51 - PlantD - Vileda, 1er participation

### Troisième édition 1981
Avant même le départ la course est endeuillée, Christian Massicot fait naufrage et perd la vie en se rendant à Penzance, le port de  départ. Le mauvais temps des premiers jours, avec notamment la queue du cyclone Irène, provoque de nombreuses avaries. L'américain Steven Callahan coule alors qu'il vient de quitter les Canaries et dérive pendant 76 jours dans son radeau de survie avant de toucher les Antilles. Finalement le nombre de skippers contraints à l’abandon (16) est supérieur à celui de ceux ayant fini la course (13). Jacques Peignon remporte l’épreuve à bord d’un proto de l'architecte Jean Berret, Vincent Levy se classe second à bord d’un Surprise coupé, Eric Lecotelley complète de podium à bord de son Muscadet. Parmi les 25 navires au départ, 13 sont classés.
Classement général classe prototypes (13 classés) :
1. Jacques Peignon sur 19 - Iles du Ponant en 32 j 20 h 22 min, 1er participation
2. Vincent Levy sur 35 - Surprise - Pineau des Charentes, 2e participation
3. Eric Lecotelley sur 351 - Forclusion, 1er participation
4. Pascal Lauvergnat sur 64 - Agur, 1er participation
5. Pascal Durand sur 451 - Vodka, 1er participation

### Quatrième édition 1983
Le maître voilier Stéphane Poughon remporte l'épreuve sur un plan Lucas construit avec une bande de copains au centre nautique de Portsall Kersaint à Ploudalmézeau. Pour la première fois l'épreuve est accessible aux équipages en double qui constituent au total une flotte de 42 bateaux, dont 26 seront classés.
Classement général solitaire classe prototypes (16 classés) :
1. Stéphane Poughon sur Voiles Cudennec en 31 j 14 h 45 min, 1er participation
2. Bernard Abalan sur Bousbir - Plan Lucas, 1er participation
3.  Olivier Chapuis sur Supermarché Champion, 2e participation
4.  Dominique Vittet sur 37 - Gros Plant - Julienas, 1er participation
5.  Frédéric Guérin sur Ski École Buissonnière, 1er participation

Classement général en double classe prototypes (10 classés) :
1. Claude Thelier (1er participation) et  Jean-Marie Thelier (1er participation) sur JCB2 - Plan Bigouin
2. François Monod (1er participation) et Maurice Veluzat (1er participation) sur V Gautier
3. Eric Savant (1er participation) et Régis Tragan (1er participation) sur Schliska - Muscadet
4. Mike Ellison (1er participation) et Paul Ulyatt (1er participation) sur Anderson Adventurers
5. Robert Calvez (1er participation) et Hervé Prevost (1er participation) sur Fruit Of - Muscadet

### Cinquième édition 1985
Bob Salmon passe le relais de l’organisation au journaliste français Jean-Luc Garnier. À partir de 1985, le départ est donné en France. La cinquième édition, qui voit l'apparition d’un classement des bateaux de série, part de Brest et mène à Pointe-à-Pitre (Guadeloupe), avec escale à Tenerife pour les 41 voiliers partants. Yves Parlier remporte l'épreuve sur un prototype qui possède un mât en carbone. Un équipage qui ne se supportait plus a fini par régler le contentieux au couteau. Le navigateur Lalou Roucayrol se classe 17e en solitaire et 22e au général.
Classement général solitaire classe prototypes (23 classés) :
1.  Yves Parlier sur 33 - Aquitaine en 31 j 20 h 37 min, 1er participation
2.  Frédéric Guérin sur 36 - La Croix - L'événement, 2e participation
3. Sylvain Berthomme sur 38 - Ile d'Albeau - Plan Lucas, 2e participation
4. Olivier Hiver sur Haute Marne X, 1er participation
5. Jean-Yves Yvonnou sur Nosy Be (7e au général), 1er participation

Classement général en double classe séries (8 classés) :
1. Eric Savant-Ros (2e participation) et Régis Tragan (2e participation) sur Schliska - Muscadet (5e au général)
2. Olivier Besse (1er participation) et Claudia Langeler (1er participation) sur Cop (13e au général)
3. Eric Ledoeuff (1er participation) et Florent Sechet (1er participation) sur Lucille (14e au général)
4. Eric Cochet (1er participation) et Alain Collet (1er participation) sur Vill (15e au général)
5. Ignacio Fernandez De Castro (1er participation) et Claude Carn (1er participation) sur Poil Dur - Muscadet (29e au général)

Les sept éditions suivantes restent sur ce parcours Finistère- Antilles : le départ est donné à Brest, à Concarneau ou à Douarnenez ; l’escale se fait à Tenerife, à Funchal (sur l’île de Madère) ou à Puerto Calero (sur l’île de Lanzarote, une des Canaries) ; et l’arrivée a lieu à Pointe-à-Pitre, à Fort-de-France (Martinique), à Saint-Martin ou à Rivière Sens (Guadeloupe).

### Sixième édition 1987
Les 54 concurrents s'alignent en novembre 1987 au départ de Concarneau pour rallier Fort-de-France par Ténériffe sur 4 020 milles. Laurent Bourgnon remporte la deuxième étape sur un Coco Harlé, bateau de série. L'architecte naval Pierre Rolland, dessinateur du Pogo (1994), participe à la transatlantique et termine à la 22e position au classement général, parmi les 36 classés.
Classement général solitaire (22 classés) :
1.  Gilles Chiorri sur Exa (proto Berret) en 30 j 6 h 41 min, 1er participation
2.  Laurent Bourgnon sur Côte de Jade (série Coco Harlé) en 30 j 7 h 53 min, 1er participation
3.  Isabelle Autissier sur Écureuil Poitou-Charentes (proto Mauberet) en 30 j 10 h 8 min, 1er participation
4. Olivier Hiver sur Vignottes Haute Marne (proto Lucas) en 30 j 12 h 36 min, 2e participation
5.  Yves Dupasquier sur Servan Soft (proto Berret) en 30 j 18 h 48 min, (7e au général), 2e participation

Classement général en double (13 classés) :
1. Franck De Rivoyre (1er participation) et Daniel Debes (1er participation) sur Sauternes en 30 j 16 h 20 min, (5e au général)
2. Patrick Firmenich (1er participation) et Alexandre Schneiter (1er participation) sur Tilt en 30 j 16 h 49 min, (6e au général)
3. Pierre Seigneurin (1er participation) et Guy Vincent (1er participation) sur Sam Sagace en 30 j 21 h 10 min, (8e au général)
4. Michel Kleinjans (1er participation) et Philippe Kleinjans (1er participation) sur PM Charles en 30 j 22 h 34 min, (9e au général)
5. Eric Bardaille (1er participation) et Carlo Fantini (1er participation) sur Les 3 blasons (12e au général)

Les douze premiers voiliers pour la course en double sont des séries Coco Harlé.

### Septième édition 1989
Parmi les 53 partants, Jacques Caraës, le futur directeur de courses au large de la Solitaire du Figaro, la Route du Rhum et le Vendée Globe, participe à cette édition et termine 8e au classement général. Le navigateur Lionel Lemonchois termine 11e au classement général, avec 49 navires classés au total.
Classement général en solitaire classe prototypes (24 classés) :
1.  Philippe Vicariot sur Thom Pouss en 28 j 7 h 33 min, 2e participation
2.  Frédéric Guérin sur Otip - Les Filles de la Rochelle en 29 j 6 h 52 min, 3e participation
3.  Dominic Bourgeois sur Côtes de Bourg en 29 j 16 h 26 min, 1er participation
4. Philippe Naudin sur Coup de Boule en 29 j 18 h 31 min, 1er participation
5.  Marc Guillemot sur Port de Sainte-Marine - R.B.O. en 29 j 23 h 53 min, 1er participation

Classement général en solitaire classe séries (12 classés) :
1. Loïck Blanken sur Bi-Energie Douarnenez, (15e au général), 1er participation
2. Didier Barral sur La Harpe Droits Enfants, (16e au général), 1er participation
3. Roland Montagny sur Obsession, (23e au général), 1er participation
4. Philippe Courtoison sur SNCF, (28e au général), 1er participation
5.  Luc Coquelin sur Nakki, (30e au général), 2e participation

Classement général en double classe séries (9 classés) :
1 Philippe Berquin (1er Participation) et Hervé Siret (1er participation) sur Swing, (9 e au général)
2. Christophe Godart (1er participation) et Philippe Lecomte (1er participation) sur Défi Jeunes, (10e au général)
3. Stephan Garnero (1er participation) et Yannick Le Fur (1er participation) sur Coco Gliss, (12e au général)
4. Didier Parez (1er participation) et Dominique Goupil (1er participation) sur Multi Service Écureuil, (13e au général)
5. Olivier Kerrec (1er participation) et Laurent Ducheny (1er participation) sur 2R International, (14e au général)
6. Jean-Michel Gandon (1er participation) et Jean-Luc Garcia (1er participation) sur Ville de Martigues, (17e au général)

### Huitième édition 1991
68 partants s'alignent au départ de Douarnenez pour rallier Fort-de-France par Ténériffe avec 42 classés en fin de course. Cette édition accueille les marins Lionel Lemonchois (6e proto), Catherine Chabaud (12e proto), Marc Thiercelin (13e proto) et Michel Desjoyeaux, vainqueur de la 2e étape et 21e proto.
Classement général classe prototypes (25 classés) :
1. Damien Grimont sur 84 - GTM Entrepose en 29 j 4 h 37 min, 1er participation
2.  Patrice Carpentier sur 48 - L'intrépide en 30 j 2 h 27 min, 1er participation
3.  Dominic Bourgeois sur 111 - Alibi en 30 j 10 h 32 min, 2e participation
4. Stéphane Toulouppe sur 39 - Camasoustra en 30 j 12 h 46 min, 1er participation
5. Luc Bartissol sur 58 - Kiwi Connection en 30 j 19 h 44 min, 1er participation

Classement général classe série (17 classés) :
1. Goulven Guillou sur 16 - Ar Begenn (N° au hasard) en 32 j 12 h 3 min, (15e au général), 1er participation
2. Gwen Chapalain sur 42 - Conserveurs Bretons en 33 j 7 h 33 min, (18e au général), 1er participation
3.  Yves Moigneau sur 43 - Cocoboy en 33 j 14 h 33 min, (19e au général), 1er participation
4. Bruno Thellier sur 11 - Duty Free en 33 j 15 h 35 min, (20e au général), 1er participation
5. Albert Pierrard sur 13 - Spellbound en 33 j 19 h 13 min, (21e au général), 1er participation

Les disparitions de Marie-Agnès Péron sur Ptiou Flotieu, et de Philippe Graber sur Affirmatif, éclipsent la victoire de l'ingénieur en travaux publics, Damien Grimont. Michel Desjoyeaux remporte la 2e étape de cette Mini Transat, en équipant son bateau de la première quille pendulaire sous la coque,.

### Neuvième édition 1993
L'édition 1993 est effectuée de Brest à Madère, pour une arrivée à Saint-Martin. La première étape (Brest-Madère) est annulée à la suite de forts coups de vents qui s'acharnent sur la flotte de 66 bateaux ; Hans Bouscholte démâte à la sortie du goulet de Brest et Pascal Leys, sur Sodifac-Roubaix disparaît en mer dans le golfe de Gascogne. Après une attente d'une dizaine de jours, la direction de course laisse repartir ceux qui étaient encore valides, avec la condition de rallier Madère avec un équipier, sur la demande des Affaires Maritimes. 24 voiliers sont classés à l'arrivée.
Thierry Dubois, que les organisateurs n'ont pu joindre, sort indemne de la tempête. Il gagne après un long surf dans l'Atlantique.
Classement général classe prototypes (53 participants) :
1.  Thierry Dubois sur 132 - Amnesty International, 1er participation
2.  Marc Lepesqueux sur 85 - Sidel, 1er participation
3. Yves Le Masson sur 222 - Port de Trébeurden, 1er participation
4. Bruno Legrand sur 291 - Dephemerides, 1er participation
5. Yves Moigneau sur 444 - Profession Notaire, 2e participation

Classement général classe série (13 participants, 7 classés) :
1.  Laurent Vancutsem sur 20 - Coco Virus, (12e au général), 1er participation
2. Jean-François Durand sur 661 - Ile de Noirmoutier, (13e au général), 1er participation
3.  Gilles Bernon sur 42 - Maxibus, (18e au général), 1er participation
4. Jean-Luc Girard sur 10 - Fun Océan, (19e au général), 1er participation
5.  François-René Carluer sur 400 - 400 coups, 1er participation

### Dixième édition 1995
39 partants au départ de Brest pour rallier Fort-de-France par Funchal (Madère).
Classement général classe prototypes (32 classés) :
1.  Yvan Bourgnon sur 291 - Omapi Saint Brevin en 27 j 7 h 21 min, 1er participation
2. Thierry Fagnent sur 151 - Santé Rhône-Alpes - Santé du Monde, 1er participation
3.  Bernard Stamm sur 138 - Hôtel Albana, 1er participation
4.  Lionel Lemonchois sur 72 - Les Jeudis du Port, 3e participation
5.  Frédéric Boursier sur 139 - Réglisse, 1er participation

Classement général classe série (3 classés) :
1. Erwan Grouhel sur 6 - Rococo, 1er participation
2.  Michel Mirabel sur 44 - A Doc, 1er participation
3. Anne Monmousseau sur 10 - C&M Saint Nazaire, 1er participation

La course est endeuillée par la disparition d'Olivier Vatinet, au milieu du peloton, à hauteur de Porto, sur Bout d'horizon.

### Onzième édition 1997
Pour célébrer les 20 ans de la course, 51 concurrents prennent le départ de Brest pour rallier Santa Cruz de Tenerife (1 300 milles), puis Fort de France (2 700 milles). Ellen MacArthur participe à cette édition sur le prototype 116 - Financial-Dynamics et termine en 15e position, 17e au général.
Classement général classe prototypes (33 classés) :
1. Sébastien Magnen sur 198 - Karen Liquid en 38 j 11 h, 1er participation
2.  Thomas Coville sur 828 - Zurich, 1er participation
3. Jean-François Pellet sur 151 - Globe 2000, 1er participation
4. Pierre-Marie Bourguinat sur 165 - Loi et Vin, 2e participation
5. Mark Turner sur 7 - Carphone Wharehouse, 1er participation

Classement général classe série (9 classés) :
1. Erwan Grouhel sur 175 - Le Bateau du Fret Aérien, 15e au général, 2e participation
2.  Michel Mirabel sur 168 - Gwalarn, 16e au général, 2e participation
3. François Tregouet sur 177 - Défi Loire Maritime, 23e au général, 1er participation
4. Pierre-Luc Blanc sur 140 - Free Mousse, 25e au général, 1er participation
5. Hervé Lalanne sur 180 - Partenaires Santé, 28e au général, 1er participation

### Douzième édition 1999
Sur les 70 partants au départ de Concarneau pour rallier Basse-Terre (Guadeloupe) par Lanzarote, seuls 38 seront classés. La première étape est marquée par une forte tempête dans le golfe de Gascogne qui oblige l'hélitreuillage de neuf marins, ainsi que de nombreuses escales en Espagne. Sébastien Magnen réalise le doublé. Pour cette édition, le classement officiel de la division série est créé. Les skippers Yannick Bestaven 12e, Lionel Lemonchois 24e, Arnaud Boissières 25e, Romain Attanasio (DNF), David Raison (DNF) et Sébastien Josse (DNF) font la course en catégorie prototype.
Classement général classe prototypes (46 arrivées, 26 classés) :
1.  Sébastien Magnen sur 198 - Jeanneau-Voile Magazine en 24 j 15 h, 2e participation
2.  Pierre-Yves Moreau sur 109 - Sablières Palvadeau, 2e participation
3. Chris Sayer sur 284 - Navman, 1er participation
4.  Erwan Tabarly sur 291 - Armor Lux (vainqueur de la 2e étape), 1er participation
5. Alex Bennett sur 85 - English Braids, 1er participation

Classement général classe série (19 arrivées, 12 classés) :
1.  Christian Bouroullec sur 167 - Pogo, 1er participation
2.  Christophe Dietsh sur 275 - Hansel, 1er participation
3.  Olivier Desport sur 237 - Trio Ingénierie Météo Consult.fr, 1er participation
4. Yan Jameson sur 175 - Toubois, 1er participation
5. Loïc Merlin sur 218 - Jeunesse en Plein Air, 1er participation

### Treizième édition 2001
La course connaît un changement de parcours radical. De 2001 à 2011, elle part de Fort Boyard, en Charente-Maritime, pour arriver à Salvador de Bahia, au Brésil, avec escale à Puerto Calero ou à Funchal. Comme il n’est plus besoin d’attendre la fin de la saison des typhons, le départ peut être donné plus tôt, début septembre. Mais la course traverse le Pot au Noir. Il y a maintenant deux classements : prototypes et bateaux de série.
Les navigateurs Samantha Davies 11e et Corentin Douguet 17e font la course en catégorie prototype, Boris Herrmann 11e et Armel Tripon (DNF) en catégorie série.
Classement général classe prototypes (33 participants, 28 classés) :
1.  Yannick Bestaven sur 304 - Aquarelle.com en 30 j 0 h 23 min, 2e participation
2.  Simon Curwen sur 240 - QDS, 1er participation
3.  Arnaud Boissières sur 303 - Aquarelle.com, 2e participation
4.  Samuel Manuard sur 258 - Tip-Top - Charmilles Sales, 1er participation
5.  Yves Le Blevec sur 151 - Actual Interim, 1er participation

Classement général classe série (27 participants, 23 classés) :
1.  Olivier Desport sur 237 - My Workplace, 2e participation
2. Frédéric Duval sur 250 - Sojasun, 1er participation
3.  Alain Delord sur 211 - Tat Industries, 1er participation
4.  Loïc Le Bras sur 328 - Pour Enfant 2000, 1er participation
5.  Michel Mirabel sur 340 - Discount Marine, 3e participation

### Quatorzième édition 2003
Classement général classe prototypes (39 participants, 32 classés) :
1.  Armel Tripon sur 151 - Moulin Roty en 29 j 13 h 25 min 7 s, 2e participation
2.  Richard Merigeaux sur 260 - Bon Pied Bon Œil en 30 j 6 h 37 min 34 s, 2e participation
3.  Alex Pella Valette sur 240 - Aquatec-Santiveri-Texknit en 30 j 8 h 47 min 24 s, 1er participation
4.  Pierre Rolland sur 347 - Extrado en 30 j 15 h 36 min 59 s, 4e participation
5.  Bruno Garcia sur 354 - Saladino en 30 j 20 h 1 min 45 s, 1er participation

Classement général classe série (31 participants, 27 classés) :
1.  Erwan Tymen sur 426 - Pogo 2 Navy Lest en 31 j 13 h 46 min 3 s, 1er participation
2.  David Raison sur 440 - Rayon Liquide en 31 j 17 h 23 min 54 s, 3e participation
3.  David Sineau sur 428 - France Fermetures en 31 j 20 h 1 min 55 s, 1er participation
4.  Yann Riou sur 318 - Thrane & Thrane en 32 j 8 h 31 min 36 s, 1er participation
5.  Erwan Abalain sur 282 - Marion Noël Conseils en 32 j 13 h 26 min 14 s, 1er participation

Les marins Sébastien Roubinet 16e et Frédéric Duthil (DNF) participent à cette édition en catégorie prototype.

### Quinzième édition 2005
72 partants au départ de La Rochelle pour rallier Salvador de Bahia par Puerto Calero (Lanzarote - Iles Canaries).
Classement général classe prototypes (42 participants, 37 classés) :
1.  Corentin Douguet sur 433 - E. Leclerc - Bouygues Telecom en 24 j 21 h 36 min 24 s, 2e participation
2.  Alex Pella Valette sur 429 - Open Sea en 25 j 6 h 36 min 21 s, 2e participation
3.  Stanislas Maslard sur 417 - Crédit Agricole Skippe en 25 j 18 h 10 min 30 s, 1er participation
4.  Philip Sharp sur 419 - Le Gallais en 25 j 20 h 11 min 12 s, 1er participation
5.  Adrien Hardy sur 198 - Brossard en 25 j 20 h 43 min 2 s, 1er participation

Classement général classe série (30 participants, 27 classés) :
1.  Peter Laureyssens sur 438 - Wellments en 27 j 4 h 2 min 20 s, 1er participation
2.  Bruno Sottovia sur 468 - Aprotec-Morzine en 28 j 8 h 24 min 0 s, 1er participation
3.  Ronan Deshayes sur 368 - PCO Technologies en 28 j 13 h 17 min 3 s, 1er participation
4.  Olivier Avram sur 480 - Cap Monde en 28 j 14 h 36 min 43 s, 2e participation
5.  Sylvain Pontu sur 516 - Une Place Pour Chacun en 28 j 17 h 38 min 20 s, 1er participation

Isabelle Joschke 14e et Yves Le Blevec (DNF) participent à l'épreuve en catégorie prototype.

### Seizième édition 2007

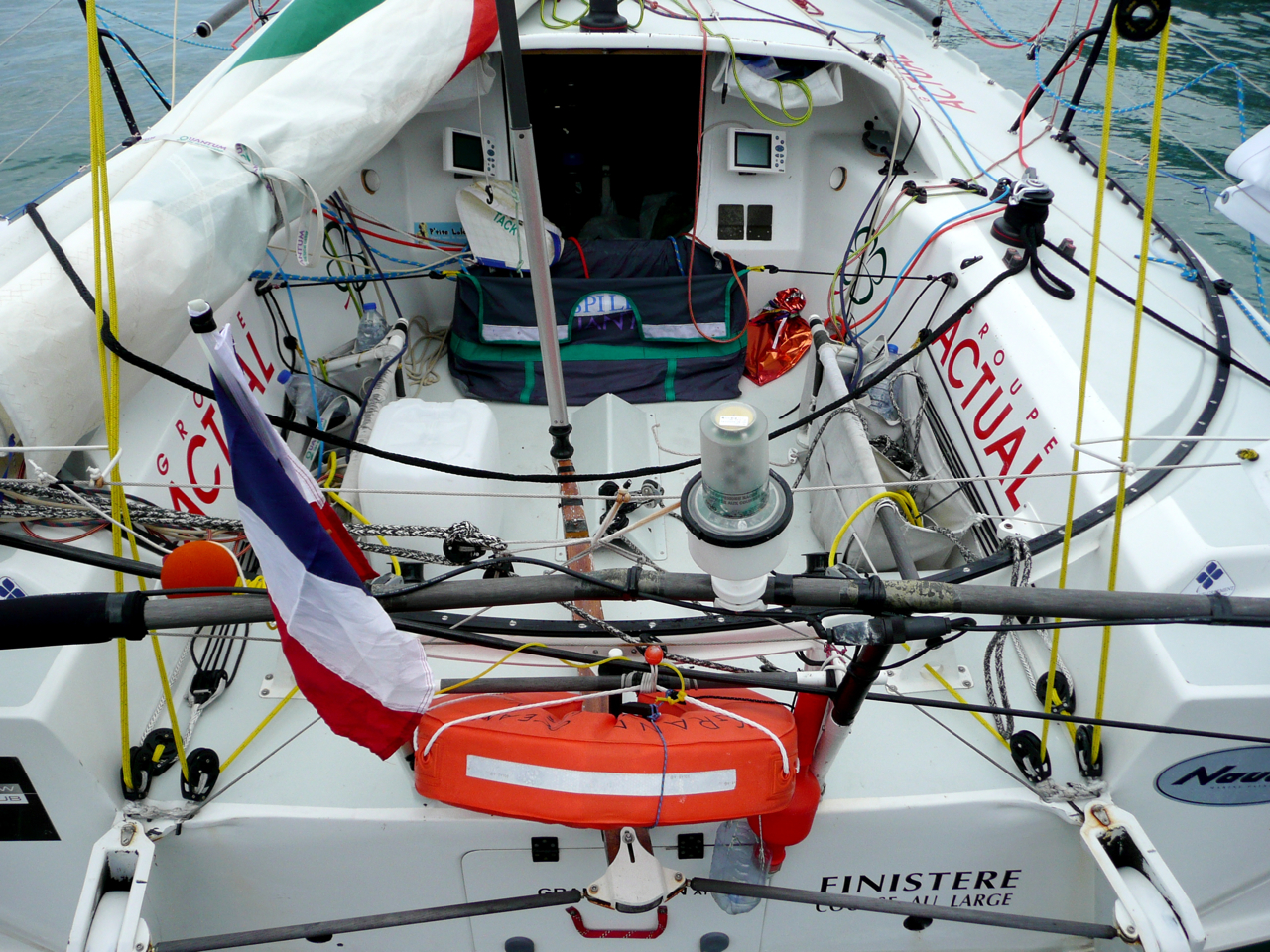
Le cockpit du 6.50 d'Yves Le Blevec, à l'arrivée de la Transat 6.50 à Salvador de Bahia, en 2007.

89 partants au départ de La Rochelle pour rallier Salvador de Bahia.
Classement général classe prototypes (46 participants, 42 classés) :
1.  Yves Le Blevec sur 624 - Actual en 23 j 3 h 51 min 24 s, 3e participation
2.  David sineau sur 348 - Région Nord Pas De Calais - Ripolin en 24 j 0 h 59 min 22 s, 3e participation
3.  Fabien Despres sur 617 - Soitec en 24 j 4 h 19 min 25 s, 1er participation
4.  Ronan Deshayes sur 424 - PCO Technologies en 24 j 5 h 36 min 22 s, 2e participation
5.  Nicholas Brennan sur 419 - Vroon Express en 24 j 10 h 54 min 4 s, 1er participation

Classement général classe série (43 participants, 41 classés) :
1.  Hervé Piveteau sur 518 - Poisson d'Avril en 26 j 4 h 31 min 17 s, 1er participation
2.  Stéphane Le Diraison sur 539 - Temps Noir Production en 26 j 16 h 34 min 24 s, 1er participation
3.  David Krizek sur 516 - Atlantik FT en 26 j 18 h 15 min 37 s, 1er participation
4.  Gérard Marin sur 626 - Prysmian en 26 j 23 h 38 min 26 s, 1er participation
5.  Jean-François Quelen sur 612 - Boudlik en 27 j 3 h 29 min 51 s, 1er participation

Adrien Hardy 6e, Isabelle Joschke 21e et Thomas Ruyant 22e participent à la course en catégorie prototype.

### Dix-septième édition 2009
Trente-deux ans après la première, la 17e édition part de Charente-Maritime, le dimanche 13 septembre 2009, à 14 heures 17 minutes, au large de Fort Boyard, avec 85 concurrents dont 6 femmes sur la ligne de départ. Les 36 prototypes et les 49 bateaux de série effectuent 4 200 milles, soit 7 800 kilomètres, avec une étape à Funchal et une arrivée à Salvador de Bahia.
Classement général classe prototypes (36 participants, 31 classés) :
1.  Thomas Ruyant sur 667 - Faber France en 24 j 23 h 40 min 30 s, 2e participation
2.  Bertrand Delesne sur 754 - Entreprendre Durablement en 25 j 3 h 7 min 4 s, 2e participation
3.  Henry-Paul Schipman sur 716 - Maison de l'Avenir en 25 j 5 h 26 min 23 s, 1er articipation
4.  Stéphane Le Diraison sur 679 - Cultisol - Maison Sans Frontière en 25 j 13 h 1 min 15 s, 2e participation
5.  Fabien DesPres sur 617 - Soitec en 26 j 4 h 47 min 31 s, 2e participation

Classement général classe série (49 participants, 46 classés) :
1.  Franciso Lobato sur 607 - Roff TMN en 26 j 19 h 39 min 18 s, 1er participation
2.  Charlie Dalin sur 435 - Cherche Sponsor Charliedalin.com en 27 j 7 h 29 min 10 s, 1er participation
3.  Xavier Macaire sur 472 - Masoco Bay en 27 j 21 h 0 min 14 s, 1er participation
4.  Giancarlo Pedote sur 626 - Prysmian en 28 j 0 h 34 min 2 s, 1er participation
5.  Mathis Prochasson sur 504 - Manu Poki / Avico en 28 j 6 h 32 min 34 s, 1er participation

Sébastien Rogues 8e et Pierre Rolland 23e participent à la course en catégorie série.

### Dix-huitième édition 2011
La 18e édition compte 84 participants. Le départ a lieu le dimanche 25 septembre 2011 à Fort Boyard, au large de La Rochelle, à destination de Salvador de Bahia.
Classement général classe prototypes (33 participants, 26 classés) :
1.  David Raison sur 747 - Teamwork Evolution en 26 j 3 h 28 min 40 s, 5e participation
2.  Thomas Normand sur 787 - Financère de l'Echiquier en 27 j 2 h 58 min 25 s, 1er participation
3.  Antoine Rioux sur 800 - Festival des Pains en 27 j 12 h 5 min 5 s, 2e participation
4.  Bertrand Delesne sur 754 - Zone Large en 27 j 13 h 7 min 4 s, 3e participation
5.  Joerg Riechers sur 753 - Mare.de en 27 j 21 h 23 min 15 s, 2e participation

Classement général classe série (46 participants, 33 classés) :
1.  Gwénolé Gahinet sur 455 - Asso Watever - Gwenolegahinet.com en 29 j 16 h 46 min 11 s, 1er participation
2.  Pierre Brasseur sur 552 - Voiles Océan en 29 j 20 h 22 min 35 s, 3e participation
3.  Benoit Mariette sur 599 - Odalys Vacances en 30 j 0 h 42 min 14 s, 1er participation
4.  Clément Bouyssou sur 514 - Prysmian en 30 j 4 h 53 min 58 s, 1er participation
5.  Davy Beaudart sur 674 - Innovea Environnement en 30 j 5 h 10 min 38 s,  2e participation

Sébastien Rogues (DNF) participe à la course en catégorie prototype.

### Dix-neuvième édition 2013
La 19e édition évite le Pot au Noir en retrouvant le parcours Finistère-Antilles avec une escale à Lanzarote. Le départ prévu de Douarnenez le 13 octobre 2013 est reporté à plusieurs reprises pour épargner aux 84 solitaires inscrits (31 sur prototypes, 53 sur bateaux de série) les très dures conditions de mer prévues par la météo au large du Cap Finisterre. La première étape part finalement le 28 octobre, mais elle est annulée le 31, les conditions de mer se dégradant encore. Appelés à se réfugier à Gijon sur la côte cantabrique, les concurrents gagneront ensuite la baie de la Corogne dans un long et éprouvant convoyage. Le nouveau départ est donné à Sada le 13 novembre. Si une escale reste autorisée pour arrêt technique (12 à 72 heures) à Puerto Calero (au sud-ouest de l'île de Lanzarote), les concurrents doivent désormais rallier Pointe-à-Pitre en une unique et très longue étape (3 600 milles), la plus longue de l'histoire de la Transat 6.50, avec une porte à passer impérativement au large de Lanzarote.
Classement général classe prototypes (31 participants, 18 classés) :
1.  Benoit Marie sur 667 - Benoitmarie.com en 18 j 13 h 1 min 5 s, 1er participation
2.  Giancarlo Pedote sur 747 - Prysmian en 18 j 15 h 56 min 30 s, 2e participation
3.  Rémi Fermin sur 741 - Boréal en 19 j 13 h 38 min 46 s, 2e participation
4.  Bertrand Delesne sur 754 - Teamwork en 19 j 19 h 37 min 47 s, 4e participation
5.  Bruno Garcia sur 240 - Sampaquita en 19 j 20 h 22 min 31 s, 2e participation

Classement général classe série (53 participants, 33 classés) :
1.  Aymeric Belloir sur 810 - Tout le Monde Chante contre le Cancer en 21 j 9 h 12 min 27 s, 1er participation
2.  Justine Mettraux sur 824 - Team Work en 22 j 22 h 55 min 34 s, 1er participation
3.  Simon Koster sur 819 - Go4It en 23 j 11 h 15 min 59 s, 1er participation
4.  Renaud Mary sur 535 - www.runo.fr en 24 j 17 h 52 min 7 s, 2e participation
5.  Alberto Bona sur 507 - Onlinesim.it en 25 j 2 h 46 min 10 s, 1er participation

Pip Hare 16e et Ian Lipinski (DNF) participent à la course en catégorie série, Alan Roura 11e en prototype.

### Vingtième édition 2015
La 20e édition voit 72 concurrents (26 en prototypes et 46 en série) s'affronter sur le parcours Douarnenez - Pointe-à-Pitre avec une longue escale aux Canaries comme prévu en 2013 mais avec un calendrier différent. Le départ de la première étape a été avancé au 19 septembre pour éviter les risques de tempêtes d'automne sur le Golfe de Gascogne. Et pour attendre la fin de la saison des cyclones sur l'Atlantique Nord, celui de la deuxième étape sera donné de Lanzarote le 31 octobre.
Classement général classe prototypes (26 participants, 14 classés) :
1.  Frédéric Denis sur 800 - Nautipark en 19 j 23 h 19 min 55 s, 1er participation
2.  Luke Berry sur 453 - Association Rêves en 20 j 14 h 4 min 49 s, 1er participation
3.  Ludovic Mechin sur 667 - Microvitae en 20 j 15 h 36 min 16 s, 2e participation
4.  Axel Trehin sur 716 - Aleph Racing en 20 j 19 h 35 min 58 s, 2e participation
5.  Clément Bouyssou sur 802 - Le Bon Agent ! Bougeons L en 20 j 21 h 41 min 6 s, 3e participation

Classement général classe série (46 participants, 44 classés) :
1.  Ian Lipinski sur 866 - Entreprise(s) Innovante(s) en 22 j 9 h 36 min 30 s, 2e participation
2.  Julien Pulvé sur 880 - Novintiss en 22 j 12 h 49 min 4 s, 2e participation
3.  Tanguy Le Turquais sur 835 - Terreal en 23 j 2 h 45 min 43 s, 2e participation
4.  Charly Fernbach sur 869 - Le Fauffiffon Henaff en 23 j 13 h 43 min 18 s, 1er participation
5.  Armand De Jacquelot sur 755 - We Van en 23 j 13 h 40 min 26 s, 1er participation

### Vingt-et-unième édition 2017
La 21e édition compte 81 concurrents (25 en prototypes et 56 en série) qui s'affrontent sur le parcours La Rochelle - Le Marin avec escale aux Canaries. Le départ de la première étape est donné le 1er octobre 2017 à 16h00 (heure française), et celui de la deuxième étape est donnée le 1er novembre 2017 de Las Palmas de Gran Canaria. La direction de la course impose un détour par les îles du Cap-Vert afin d'éviter une tempête tropicale pouvant se transformer en cyclone. Le premier bateau accoste au Marin le 14 novembre et le dernier le 22.
Lors de cette édition, la Boulangère devient partenaire titre de l'évènement, renommé « Mini transat la boulangère ».
Classement général classe prototypes (25 participants, 24 classés) :
1.  Ian Lipinski sur 865 - Griffon.fr en 22 j 23 h 44 min 46 s, 3e participation
2.  Joerg Riechers sur 934 - Lillienthal en 23 j 20 h 14 min 11 s, 3e participation
3.  Simon Koster sur 888 - Eight Cube Sersa en 24 j 6 h 5 min 40 s, 3e participation
4.  Kéni Piperol sur 788 - Région Guadeloupe en 24 j 19 h 55 min 30 s, 1er participation
5.  Andrea Fornaro sur 931 - Sideral en 24 j 20 h 5 min 35 s, 2e participation

Classement général classe série (56 participants, 54 classés) :
1.  Erwan Le Draoulec sur 895 - Emile Henry en 24 j 19 h 6 min 30 s, 1er participation
2.  Clarisse Cremer sur 902 - TBS en 25 j 5 h 15 min 25 s, 1er participation
3.  Benoit Sineau sur 915 - Cachaca II en 25 j 8 h 21 min 37 s, 1er participation
4.  Tanguy Bouroullec sur 909 - Kerhis - Cerfrance en 25 j 10 h 56 min 17 s, 1er participation
5.  Valentin Gautier sur 903 - Shaman - Banque du Leman en 25 j 12 h 27 min 29 s, 1er participation

### Vingt-deuxième édition 2019
La 22e édition compte 87 concurrents (22 en prototypes et 65 en série) qui s'affrontent sur le parcours La Rochelle - Le Marin avec escale aux Canaries. Le départ de la première étape, longue de 1350 milles, est donné le 5 octobre 2019 à 10h38 (heure française), et celui de la deuxième étape, de 2700 milles, le 2 novembre 2019 de Las Palmas de Gran Canaria à 15h33 avec 82 voiliers. Le premier bateau accoste au Marin le 14 novembre et le dernier, le doyen de l'épreuve (64 ans) Georges Kick classé 78e, le 24 novembre. Le record de la plus grande distance parcourue en 24h par un bateau de Série est battu par Florian Quenot le 5 novembre avec 291,47 milles.
Classement 1re étape classe prototypes :
1.  Axel Trehin sur Project Rescue Ocean en 8 j 17 h 58 min 28 s (6,43 nœuds)
2.  François Jambou sur Team BFR Marée Haute Jaune en 8 j 18 h 04 min 50 s (6,43 nœuds)
3.  Tanguy Bouroulec sur Cerfrance en 8 j 18 h 24 min 35 s (6,42 nœuds)

Classement 1re étape classe série :
1.  Ambrogio Beccaria sur Géomag en 8 j 19 h 52 min 07 s (6,37 nœuds)
2.  Félix De Navacelle sur Youkounkoun en 8 j 21 h 35 min 45 s (6,32 nœuds)
3.  Matthieu Vincent sur L'occitane en Provence en 8 j 22 h 32 min 53 s (6,29 nœuds)

Classement 2e étape classe prototypes :
1.  François Jambou sur Team BFR Marée Haute Jaune en 12 j 02 h 27 min 07 s (9,22 nœuds),
2.  Axel Trehin sur Project Rescue Ocean en 12 j 15 h 18 min 54 s (8,83 nœuds)
3.  Morten Bogacki sur Otg Lilienthal en 14 j 05 h 26 min 24 s (7,91 nœuds)

Classement 2e étape classe série :
1.  Ambrogio Beccaria sur Géomag en 13 j 01 h 58 min 48 s (8,60 nœuds)
2.  Nicolas d'Estais sur Cheminant- Ursuit en 13 j 21 h 05 min 44 s (8,11 nœuds)
3.  Benjamin Ferré sur Imago Incubateur D'aventures en 14 j 07 h 34 min 54 s (7,86 nœuds)

Classement général classe prototypes (20 classés) :
1.  François Jambou sur 865 - Team BFR Marée Haute Jaune en 20 j 20 h 31 min 57 s (08,02 nœuds), 2e participation
2.  Axel Trehin sur 945 - Project Rescue Ocean en 21 j 09 h 17 min 22 s (7,83 nœuds), 3e participation
3.  Morten Bogacki sur 934 - Otg Lilienthal en 23 j 16 h 18 min 52 s (7,07 nœuds), 1er participation
4.  Tanguy Bouroulec sur 969 - Cerfrance en 23 j 16 h 38 min 11 s, 2e participation
5.  Erwan Le Mene sur 800 - Rousseau Clotures en 23 j 16 h 59 min 50 s, 2e participation

Classement général classe série (58 classés) :
1.  Ambrogio Beccaria sur 943 - Géomag en 21 j 21 h 50 min 55 s (7,64 nœuds), 2e participation
2.  Nicolas d'Estais sur 905 Cheminant- Ursuit en 22 j 20 h 11 min 41 s (7,33 nœuds), 2e participation
3.  Benjamin Ferré sur 902 Imago Incubateur D'aventures en 23 j 09 h 49 min 05 s (7,15 nœuds), 1er participation
4.  Félix De Navacelle sur 916 - Youkounkoun en 23 j 12 h 22 min 39 s, 1er participation
5.  Pierre Le Roy sur 925 - Arthur Loyd en 23 j 17 h 51 min 43 s, 1er participation

Violette Dorange 16e participe à la course en catégorie série.

### Vingt-troisième édition 2021
Les 90 skippers de la 23e édition, sur 25 prototypes et 65 séries, s'affrontent sur le parcours Sables d'Olonne - Saint-François (Guadeloupe) avec escale à Santa Cruz de la Palma. Après un report de 25 heures, le départ de la première étape, longue de 1 350 milles, est donné le 27 septembre à 15h30. L'arrivée de la première étape est perturbée par l'éruption du Cumbre Vieja (Iles Canaries). Plusieurs skippers sont victimes d'attaques d'orques durant cette étape,. À la suite de la réclamation de 19 concurrents, le jury a estimé que les recommandations, les informations ou les conseils de s’abriter dans le port le plus proche donnés par la Direction de course le 1er octobre, avaient été vagues et imprécises, 80 skippers bénéficient d'une bonification de 24 heures. Hugo Dhallenne récupère alors la deuxième place en classe série.
Le vendredi 29 octobre à 16h00, 86 concurrents restants s'élancent de Santa-Cruz-de-La-Palma pour rejoindre Saint-François, sur un parcours d'une distance théorique de 2 700 milles. Le premier bateau de classe prototype franchit la ligne d'arrivée le vendredi 12 novembre à 14h 02min et 09s (heure de Paris)
, et le vainqueur classe série le dimanche 14 novembre à 14h 32min et 38s (heure de Paris).
Classement 1re étape classe prototypes :
1.  Tanguy Bouroulec sur Tollec MP / Pogo en 7 j 02 h 12 min 30 s (7,85 nœuds)
2.  Fabio Muzzolini sur Tartine sans beurre en 7 j 03 h 16 min 07 s (7,80 nœuds)
3.  Pierre Le Roy sur Teamwork en 7 j 03 h 21 min 59 s (7,80 nœuds)

Classement 1re étape classe série :
1.  Melwin Fink sur Signforcom en 10 j 00 h 35 min 37 s (5,56 nœuds)
2.  Hugo Dhallenne sur YC Saint Lunaire en 10 j 02 h 28 min 25 s (bonification 24h)
3.  Christian Kargl sur All Hands On Deck en 10 j 19 h 48 min 30 s (5,14 nœuds)

Classement 2e étape classe prototypes :
1.  Pierre Le Roy sur Teamwork en 13 j 23 h 02 min 09 s (7,65 nœuds)
2.  Fabio Muzzolini sur Tartine sans beurre en 14 j 13 h 13 min 57 s (7,34 nœuds)
3.  Tanguy Bouroulec sur Tollec MP / Pogo en 15 j 02 h 52 min 06 s (7,06 nœuds)

Classement 2e étape classe série :
1.  Hugo Dhallenne sur YC Saint Lunaire en 15 j 23 h 32 min 38 s (6,68 nœuds)
2.  Alberto Riva sur EdiliziAcrobatica en 16 j 00 h 29 min 05 s (6,66 nœuds)
3.  Loïc Blin sur Technique voile en 16 j 03 h 06 min 55 s

Classement général classe prototypes :
1.  Pierre Le Roy sur Teamwork en 21 j 02 h 24 min 08 s
2.  Fabio Muzzolini sur Tartine sans beurre en 21 j 16 h 30 min 04 s
3.  Tanguy Bouroulec sur Tollec MP / Pogo en 22 j 05 h 09 min 36 s

Classement général classe série :
1.  Hugo Dhallenne sur YC Saint Lunaire en 26 j 02 h 01 min 03 s
2.  Alberto Riva sur EdiliziAcrobatica en 26 j 18 h 43 min 05 s
3.  Melwin Fink sur Signforcom en 26 j 20 h 20 min 07 s

### Vingt-quatrième édition 2023
Reporté de 24 heures en raison des mauvaises conditions météorologiques annoncées au large du cap Finisterre, le départ de la 24e édition est donné le 25 septembre 2023 à 13h38, des Sables d'Olonne (Pays de la Loire), avec une première étape de 1 350 milles en direction de Santa Cruz de La Palma (Canaries), et une seconde étape de 2 700 milles jusqu’à Saint-Francois en Guadeloupe. La flotte des 90 skippers se compose de 31 prototypes et 59 séries. Cette édition est organisée par Versace Sailing Management à la suite de la disparition du précédent organisateur, Marc Chopin. 
Classement 1re étape classe prototypes :
1.  Carlos Manera Pascual sur #1081 - Xucla en 9 j 19 h 40 min 38 s (5,7 nœuds)
2.  Victor Mathieu sur #967 - Celeris Informatique en 9 j 19 h 50 min 9 s (5,7 nœuds)
3.  Julien Letissier sur #1069 - Frérots Branchet en 9 j 20 h 57 min 22 s (5,7 nœuds)

Classement 1re étape classe série :
1.  Michaël Gendebien sur #921 - Barillec Marine - Actemium en 9 j 21 h 52 min 35 s (5,7 nœuds)
2.  Justin Baradat sur #1056 - Da Gousket en 10 j 1 h 32 min 17 s (5,6 nœuds)
3.  Titouan Quiviger sur #1009 - Les Extraordinaires en 10 j 1 h 44 min 7 s (5,6 nœuds)

Classement 2e étape classe prototypes :
1.  Federico Waksman sur #1019 - Repremar – Shipping Agency Uruguay en 13 j 5 h 1 min 44 s (8,1 nœuds)
2.  Carlos Manera Pascual sur #1081 - Xucla en 13 j 13 h 32 min 34 s (7,9 nœuds)
3.  Marie Gendron sur #1050 - Léa Nature en 14 j 0 h 55 min 7 s (7,6 nœuds)

Classement 2e étape classe série :
1.  Luca Rosetti sur #998 - Race = Care en 14 j 12 h 6 min 30 s (7,4 nœuds)
2.  Hugues de Prémare sur #1033 – Technip Energies – International Coatings en 14 j 18 h 8 min 33 s (7,2 nœuds)
3.  Léo Bothorel sur #987 – Les Optiministes – Secours Populaire 17 en 14 j 18 h 49 min 11 s (7,2 nœuds)

Classement général classe prototypes :
1.  Federico Waksman sur #1019 - Repremar – Shipping Agency Uruguay en 23 j 4 h 56 min 39 s (7,0 nœuds)
2.  Carlos Manera Pascual sur #1081 - Xucla en 23 j 9 h 13 min 12 s (7,0 nœuds)
3.  Julien Letissier sur #1069 - Frérots Branchet en 23 j 22 h 29 min 0 s (6,8 nœuds)

Classement général classe série :
1.  Luca Rosetti sur #998 - Race = Care en 25 j 1 h 4 min 35 s (6,5 nœuds)
2.  Felix Oberle sur #1028 - Mingulay en 25 j 10 h 5 min 56 s (6,4 nœuds)
3.  Thomas André sur #929 - Diwan en 25 j 10 h 56 min 35 s (6,4 nœuds)

### Vingt-cinquième édition 2025
Le départ des 90 skippers de la 25e édition est programmé 21 septembre 2025, des Sables d'Olonne (Pays de la Loire), avec une première étape de 1 350 milles en direction de Santa Cruz de La Palma (Canaries), et une seconde étape de 2 700 milles jusqu’à Saint-Francois en Guadeloupe.

## Palmarès

### Classement scratch (1977-1999)
Les seuls marins ayant remporté deux fois l'épreuve sont Sébastien Magnen (proto 1997 et 1999) et Ian Lipinski (série 2015 et proto 2017).
| Année | Nom du vainqueur     | Nom du bateau                             | Temps cumulé     | Parcours                                                  |
| ----- | -------------------- | ----------------------------------------- | ---------------- | --------------------------------------------------------- |
| 1977  | Daniel Gilard        | Serpentaire Petit dauphin                 | 38 j 11 h 10 min | Penzance / Tenerife / Antigua                             |
| 1979  | Norton Smith         | proto American Express                    | 32 j 08 h 10 min | Penzance / Tenerife / Antigua                             |
| 1981  | Jacques Peignon      | proto Berret Iles du Ponant               | 32 j 20 h 22 min | Penzance / Tenerife / Antigua                             |
| 1983  | Stéphane Poughon     | proto Lucas Voiles Cudennec               | 31 j 14 h 45 min | Penzance / Tenerife / Antigua                             |
| 1985  | Yves Parlier         | proto Berret Aquitaine                    | 31 j 14 h 45 min | Brest / Tenerife / Pointe-à-Pitre                         |
| 1987  | Gilles Chiorri       | proto Berret Exa                          | 30 j 06 h 41 min | Concarneau / Tenerife / Fort-de-France                    |
| 1989  | Philippe Vicariot    | proto Finot Thom Pouss                    | 28 j 07 h 33 min | Concarneau / Tenerife / Fort-de-France                    |
| 1991  | Damien Grimont       | proto Finot GTM Entrepose                 | 29 j 04 h 37 min | Douarnenez / Tenerife / Fort-de-France                    |
| 1993  | Thierry Dubois       | proto Rolland Amnesty International       | nc               | Brest / Funchal (Madère) / Saint-Martin (Antilles)        |
| 1995  | Yvan Bourgnon        | proto Finot Omapi-St Brévin               | 27 j 07 h 21 min | Brest / Funchal (Madère) / Fort-de-France                 |
| 1997  | Sébastien Magnen     | proto Magnen Karen Liquid                 | 38 j 11 h        | Brest / Tenerife / Fort-de-France                         |
| 1999  | Sébastien Magnen (2) | proto Magnen Team Jeanneau-Voile Magazine | 24 j 15 h        | Concarneau / Puerto Calero (es) (Canaries) / Rivière Sens |

### Classement Proto/Série (depuis 2001)
| Année | Catégorie | Nom du vainqueur  | Nom du bateau                         | Architecte ou série    | Temps cumulé          | Parcours                                                                            |
| ----- | --------- | ----------------- | ------------------------------------- | ---------------------- | --------------------- | ----------------------------------------------------------------------------------- |
| 2001  | Proto     | Yannick Bestaven  | Aquarelle.com                         | Magnen-Nivelt          | 30 j 00 h 23 min      | Fort Boyard-Puerto Calero-Salvador de Bahia                                         |
| 2001  | Série     | Olivier Desport   | My Workplace                          | Pogo-1                 |                       | Fort Boyard-Puerto Calero-Salvador de Bahia                                         |
| 2003  | Proto     | Armel Tripon      | Moulin Roty                           | Finot-Conq             | 29 j 13 h 25 min      | Fort Boyard-Puerto Calero-Salvador de Bahia                                         |
| 2003  | Série     | Erwan Tymen       | Navy Lest                             | Pogo-2                 |                       | Fort Boyard-Puerto Calero-Salvador de Bahia                                         |
| 2005  | Proto     | Corentin Douguet  | E. Leclerc-Bouygues Telecom           | Manuard                | 24 j 21 h 36 min      | Fort Boyard-Puerto Calero-Salvador de Bahia                                         |
| 2005  | Série     | Peter Laureyssens | Wellments                             | Pogo-2                 |                       | Fort Boyard-Puerto Calero-Salvador de Bahia                                         |
| 2007  | Proto     | Yves Le Blevec    | Actual                                | Lombard                | 23 j 03 h 51 min      | Fort Boyard-Funchal-Salvador de Bahia                                               |
| 2007  | Série     | Hervé Piveteau    | Jules-Cartoffset                      | Pogo-2                 |                       | Fort Boyard-Funchal-Salvador de Bahia                                               |
| 2009  | Proto     | Thomas Ruyant     | Faber France                          | Finot-Conq             | 24 j 23 h 40 min      | Fort Boyard-Funchal-Salvador de Bahia                                               |
| 2009  | Série     | Francisco Lobato  | Roff TMN                              | Pogo-2                 |                       | Fort Boyard-Funchal-Salvador de Bahia                                               |
| 2011  | Proto     | David Raison      | Teamwork Evolution                    | Raison                 | 26 j 03 h 28 min      | Fort Boyard-Funchal-Salvador de Bahia                                               |
| 2011  | Série     | Gwénolé Gahinet   | Voiles Océan                          | Pogo-2                 |                       | Fort Boyard-Funchal-Salvador de Bahia                                               |
| 2013  | Proto     | Benoît Marie      | benoitmarie.com                       | Finot - Chantiers AMCO | 18 j 13 h 01 min      | (Douarnenez)-Sada-Pointe-à-Pitre                                                    |
| 2013  | Série     | Aymeric Belloir   | Tout Le Monde Chante Contre Le Cancer | Nacira                 | 21 j 09 h 12 min      | (Douarnenez)-Sada-Pointe-à-Pitre                                                    |
| 2015  | Proto     | Frédéric Denis    | Nautipark                             | Lombard                | 19 j 23 h 19 min      | Douarnenez-Lanzarote-Pointe-à-Pitre                                                 |
| 2015  | Série     | Ian Lipinski      | Entreprise(s) Innovante(s)            | Bertrand Ofcet 6.50    | 22 j 09 h 36 min      | Douarnenez-Lanzarote-Pointe-à-Pitre                                                 |
| 2017  | Proto     | Ian Lipinski (2)  | Griffon.fr                            | Raison 2014            | 22 j 23 h 52 min 46 s | La Rochelle-Las Palmas de Gran Canaria-Le Marin avec passage obligé par le Cap-Vert |
| 2017  | Série     | Erwan Le Draoulec | Émile Henry                           | Pogo-3                 | 24 j 19 h 06 min 30 s | La Rochelle-Las Palmas de Gran Canaria-Le Marin avec passage obligé par le Cap-Vert |
| 2019  | Proto     | François Jambou   | Team BFR Marée Haute Jaune            | Raison 2014            | 20 j 20 h 31 min 57 s | La Rochelle-Las Palmas de Gran Canaria-Le Marin                                     |
| 2019  | Série     | Ambrogio Beccaria | Géomag                                | Pogo-3 2018            | 21 j 21 h 50 min 55 s | La Rochelle-Las Palmas de Gran Canaria-Le Marin                                     |
| 2021  | Proto     | Pierre Le Roy     | Teamwork                              | Raison 2021            | 21 j 02 h 24 min 08 s | Sables d'Olonne - Santa Cruz de la Palma - Saint-François                           |
| 2021  | Série     | Hugo Dhallenne    | YC Saint-Lunaire                      | Raison Maxi 650        | 26 j 02 h 01 min 03 s | Sables d'Olonne - Santa Cruz de la Palma - Saint-François                           |
| 2023  | Proto     | Federico Waksman  | Repremar – Shipping Agency Uruguay    | Raison 2021            | 23 j 4 h 56 min 39 s  | Sables d'Olonne - Santa Cruz de la Palma - Saint-François                           |
| 2023  | Série     | Luca Rosetti      | Race = Care                           | Raison Maxi 650        | 25 j 12 h 6 min 30 s  | Sables d'Olonne - Santa Cruz de la Palma - Saint-François                           |